# Schaumkalk

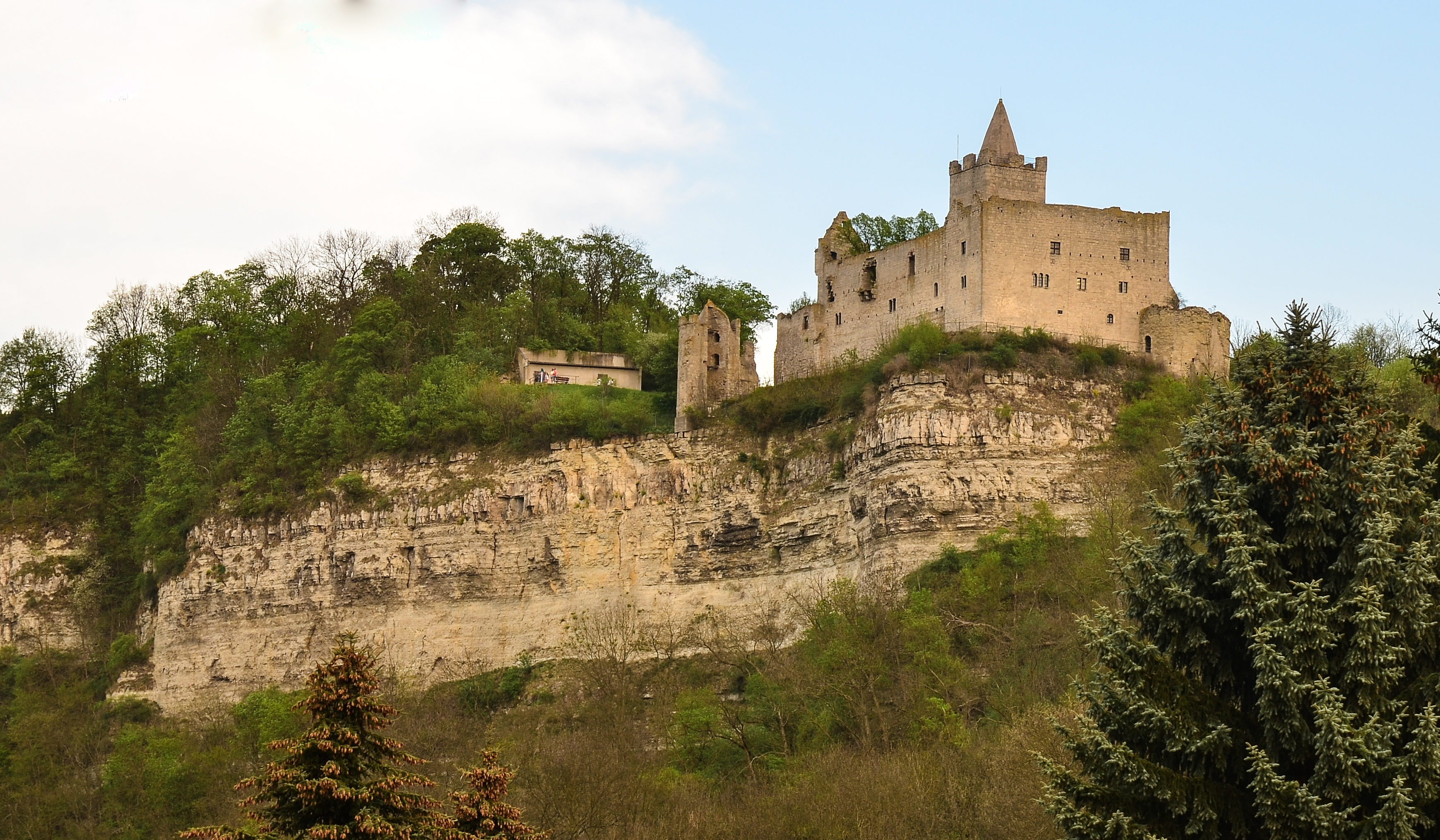
Kalksteinfelsen und die Rudelsburg

Mit Schaumkalk meint man ein oolithisches Gestein (Oolith), das besonders im unteren Muschelkalk (Wellenkalk oder Jena-Formation) Thüringens und Frankens vorkommt. Er kennzeichnet insbesondere die Geologie des Mittleren Saaletales. Es gibt Schaumkalk aber auch u. a. in Oberdorla. Auch für den Freyburger Muschelkalk findet sich diese Bezeichnung.
Die schaumige Beschaffenheit, von der dieser Kalk seinen Namen hat, entsteht durch Lösung einzelner Ooide.
Siehe:
- Untere Schaumkalkbank
- Obere Schaumkalkbank

## Verwendung (Beispiele)
Schaumkalk wird als Baumaterial verwendet.
- Das Portal der Weimarer Johanneskirche wurde aus schalenarmem Schaumkalk (Typ Gutendorf[3]) gefertigt.[4]
- Oberdorlaer Schaumkalk wurde z. B. verwendet beim Bau von St. Bonifatius (Schöndorf).[5]
- Freyburger Schaumkalk wurde als Verkleidung für die Pfeiler am Ilmviadukt (Weimar) verbaut.[6] Dieser wiederum wurde auch am  Naumburger Dom verbaut. Überhaupt fand dieser Stein in Freyburg bzw. Naumburg (Saale) und Umgebung vielfach Verwendung. Das gilt nicht zuletzt für die Weinberge.
- Die Rudelsburg und die Saalecksburg sind ebenfalls daraus errichtet worden. Auch Schloss Neuenburg in Freyburg ist daraus gebaut.

Dieser Stein wurde auch zum skulpturalen Schmuck verwendet und hat somit nicht nur als reiner Baustoff Bedeutung.